# Kröllendorf
Kröllendorf ist ein Dorf und eine Katastralgemeinde von Allhartsberg in Niederösterreich.

## Geografie
Der Ort Kröllendorf liegt 2 Kilometer nördlich von Allhartsberg und ist über die Landesstraße L6201 erreichbar. Zur Katastralgemeinde Kröllendorf gehören auch Wallmersdorf und die zerstreuten Häuser in Fohra.
Der ehemals vom Schloss Kröllendorf dominierte Ort war bereits im 18. Jahrhundert für die Erzeugung von Obstwein bekannt und wird heute in großen Teilen durch eine obstverarbeitende Fabrik eingenommen.

## Geschichte
Laut Adressbuch von Österreich waren im Jahr 1938 in der Ortsgemeinde Kröllendorf ein Binder, ein Gastwirt, ein Gemischtwarenhändler, ein Landesproduktehändler, ein Schmied, ein Schneider, zwei Viehhändler, ein Wagner, ein Zementwarenerzeuger, ein Zimmermeister und einige Landwirte ansässig.
Im Jahr 1944 wurden durch die Gutsverwaltung Otto Gutschmied 10 ungarische Juden als Zwangsarbeiter eingesetzt.
Am 1. Jänner 1972 wurde die davor selbständige Gemeinde mit Allhartsberg fusioniert.

## Öffentliche Einrichtungen
In Kröllendorf befindet sich ein Kindergarten.